# Kim Tae-young (football)
Pour l’article homonyme, voir Kim Tae-young (homme politique).
Kim Tae-young, né le 8 novembre 1970 dans le district de Goheung (Corée du Sud), est un footballeur sud-coréen.

## Reconversion
Après avoir disputé les coupes du monde 1998 et 2002, il est devenu entraîneur de l'équipe universitaire de Kwandong. Il est également consultant sur une des grandes chaînes nationales, MBC.